# European Space Research and Technology Centre

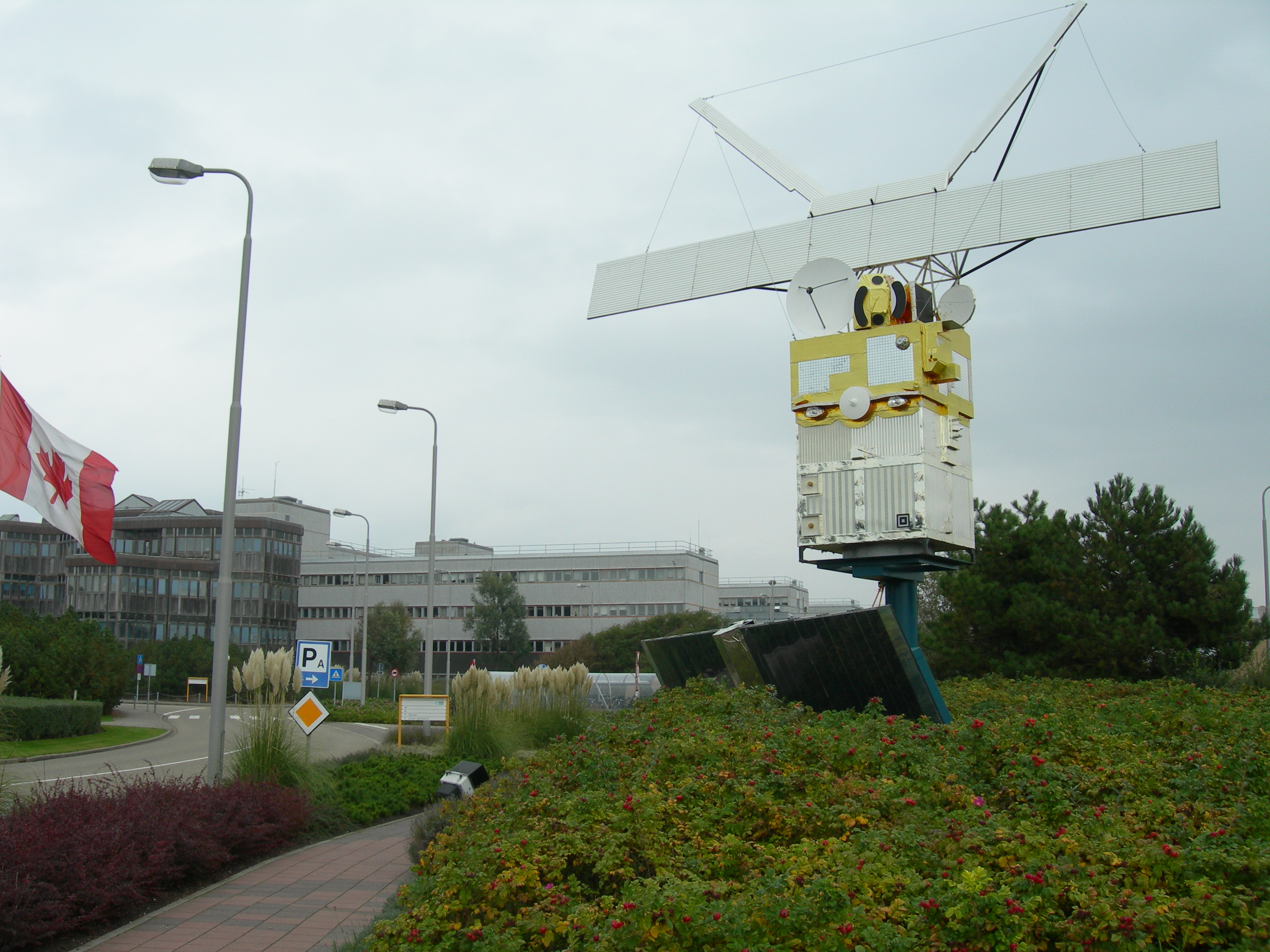
ESTEC in Noordwijk

Het European Space Research and Technology Centre (ESTEC) is het technische en administratieve "hart" van de Europese Ruimtevaartorganisatie (ESA).
ESTEC bevindt zich in de Nederlandse gemeente Noordwijk, hoewel het enkele kilometers van het dorp af ligt en pal tegen Katwijk aan. Vrijwel alle ruimtevaartprojecten van ESA worden hier bedacht en begeleid tijdens hun verschillende ontwikkelingsfases. Het is het grootste ruimtevaarttechnologiecentrum van Europa.

## Werkzaamheden
ESA bouwt niet zelf satellieten, maar definieert onderzoeksdoelen en maakt een pakket van eisen waaraan de satelliet en zijn onderzoeksinstrumenten moeten voldoen. Vervolgens wordt de opdracht tot ontwikkeling en bouw uitbesteed aan de industrieën van de landen die lid zijn van ESA.
Het management van alle ESA-projecten (behalve raketontwikkeling) gebeurt ook vanuit ESTEC. Teams van specialisten werken er aan wetenschappelijke missies, bemande ruimtevaart, telecommunicatie- en navigatiemissies en aardobservatiesatellieten.

### Testcentrum
Om te allen tijde te kunnen controleren of satellieten en hun instrumenten aan de gestelde eisen voldoen, heeft ESA binnen ESTEC een uitgebreid testcentrum. In simulatoren van verschillende grootte (de grootste, de "Large Space Simulator", heeft een inhoud van 2300 m3) kunnen de omstandigheden die in de ruimte heersen, zoals vacuüm, temperatuur en zonnestraling, nagebootst worden. Ook de extreme omstandigheden waaraan een satelliet wordt blootgesteld tijdens de lancering (vibraties en extreem lawaai), kunnen worden gesimuleerd.
Omdat een satelliet wanneer hij eenmaal is gelanceerd vrijwel nooit gerepareerd kan worden, zijn de testen die uitgevoerd worden intensief en langdurig. Testcampagnes duren vaak maanden, totdat ESA ervan overtuigd is dat het risico van falen minimaal is.

### Ruimtevaarteducatie
ESTEC huisvest ook de afdeling ESA-educatie, die zich bezighoudt met ruimtevaarteducatie op Europees niveau. Deze afdeling is tevens het hoofdkwartier van de ESERO's. ESERO is een initiatief van ESA-educatie, en bestaat (vanaf januari 2016) in Nederland, België, UK, Ierland, Scandinavië, Polen, Roemenië, Tsjechië, Portugal en Oostenrijk. De afkorting staat voor European Space Education Resource Office. Deze diensten promoten en organiseren ruimtevaarteducatie op maat van het nationale of regionale onderwijs in opdracht van ESA.

## Video
- Polygoonjournaal van 1968
- Polygoonjournaal van 1979